# ماغنوليا (فلم)
ماغنوليا  (بالإنجليزية: Magnolia) هو فيلم دراما تم إنتاجه في الولايات المتحدة وصدر في سنة 1999. الفيلم من إخراج وكتابة بول توماس أندرسون.

## بطولة
- توم كروز
- فيليب بيكر هول
- فيليب سيمور هوفمان
- ويليام ميسي
- ألفريد مولينا

## القصة
تحكي قصة فيلم “ماغنوليا” عن شخصيات تعيش صراعات الحياة من أجل الوصول إلى السعادة والاستقرار والحب في حياتها، والقناعة من الناحية الاجتماعية والنفسية، و على الرغم من ذلك تبدو تلك الشخصيات في البداية عشوائية ولا ترتبط ببعضها البعض بمجرد المشاهدة الأولية لمرجعية ومصير تلك الشخصيات، وفي الحقيقة أن جميع تلك الشخصيات ترتبط ببعضها من الناحية الواقعية والإنسانية وحتى في أحداث الفيلم وكان ذلك الارتباط من منظور العمق في الفكرة مذهل ومبهر في التعامل مع شخصيات بهذا الكم وهذا البعد.الذي يجمع شخصيات الفيلم مشكلتهم في كيفية التصالح مع الذات والتسامح ، جميعهم يعانون من عقدة الأب ومع هذا يحاولون الوصول إلى حياة اجتماعية ونفسية مستقرة.

## الميزانية والإيرادات
بلغت تكلفة إنتاج الفيلم حوالي 37 مليون دولار بينما حقق أرباحا تقدر بـ 48,451,803 دولار.

## وصلات خارجية
- مقالات تستعمل روابط فنية بلا صلة مع ويكي بيانات